# Xã Barry, Quận Pine, Minnesota
Xã Barry (tiếng Anh: Barry Township) là một xã thuộc quận Pine, tiểu bang Minnesota, Hoa Kỳ. Năm 2010, dân số của xã này là 585 người.